# 西村暹
西村 暹（にしむら すすむ、1931年4月7日 - 2022年9月5日）は日本の生化学者、分子生物学者。在米中ハー・ゴビンド・コラナの研究室において、遺伝暗号解読プロジェクトで中心的な役割を果たした。1968年コラナはこの仕事でノーベル生理学・医学賞を受賞した。帰国後はtRNAの研究に転じ世界的な研究拠点を形成した。アメリカ生化学・分子生物学会名誉会員。東京府東京市深川区（現東京都江東区）生まれ。

## 経歴
- 1955年　東京大学理学部化学科卒業
- 1960年　東京大学大学院修了、理学博士

その後、癌研究会癌研究所、オークリッジ国立研究所（ロックフェラー財団給費研究員）、ウィスコンシン州立大学等を経て
- 1968年　国立がんセンター研究所生物学部長
- 1992年　万有製薬株式会社つくば研究所所長
- 1999年　万有製薬株式会社つくば研究所名誉所長
- 2022年3月末迄　筑波大学生命科学動物資源センターの客員研究員　[3][4]

## 専門業績
遺伝暗号の解読
大腸菌tRNA中の修飾塩基の同定
西村は米国から帰国後国立がんセンター研究所で、遺伝情報解読の要である転移RNA（tRNA）の構造と機能の解明に取り組んだ。その過程で大腸菌、哺乳動物、古細菌などから、10種に及ぶ新規修飾ヌクレオチドを発見し、Dr. James A. McCloskeyらとの共同研究で、それ等の化学構造を決定し、またtRNAのアンチコドンやアンチコドンの周辺に存在する修飾ヌクレオチドは、アンチコドン認識に重要な役割を果たしている事を明らかにした。当時研究室のスタッフであった原田文夫によって発見された修飾ヌクレオシド、キューオシン（Queosine）も特筆される。キューオシンは7−デアザグアノシン骨格を持った極めてユニークなものである。キューオシンの生合成機構も特質すべきものである。面白いことにキューオシンはこれまでのtRNA中の修飾ヌクレオチドの生合成で見られる塩基への側鎖の付加ではなく、首のすげ替えの如く、tRNA中のグアニン残基が、キューオシンの塩基とのtRNA・グアニントランスグリコシラーゼによる交換反応によって生成される（当時大学院生であった岡田典弘の博士論文）。このような生合成反応は、これまで古細菌のキューオシン誘導体の生合成以外にはまだ発見されていない。
8-ヒドロキシグアニンの発見
西村が、がんの問題により直接取り組むように研究室の体制をシフトするようになった転機は、当時生化学部長、兼研究所長の杉村隆を中心とする、魚や肉の加熱調理によって生成する突然変異原物質の発見である。西村研究室は物質の分離、精製、同定のノウハウがあり、研究室のスタッフ、葛西宏、山泉二郎が共同研究に加わった。葛西が丸干しイワシのおこげから新規変異原物質を分離、同定する過程で、焼けこげ中には、ミクロゾームによる活性化を要しない、変異原物質があることに気がついた。これが、1983年に、活性酵素によってDNA中のグアニン残基が8-OH-G (現在では、8-オキソグアニン、8-oxo-Gとも呼ばれる)に変換されるという事実の発見につながった。興味あることに8-OH-dGは新規化合物で、DNA中からも発見されていなかった。放射線の影響を研究していたほとんどの研究者がチミングリコールなど、DNAのピリミジン基の修飾の研究をしていたからである。一方、DNA中のグアニン残基の修飾が変異誘導に関わっている事は化学発がん物質の研究分野では常識であった。
西村研究室はこの発見以来、この問題に集中的に取り組むことになった。その結果現在までに、以下に述べる重要な成果が生まれた。
1) 8-OH-Gの生成は試験管内での実験だけでなく、in vivoでマウスのDNAでも起こる。
2) マウスには、8−OH−Gの除去修復機構がある。（マウス、ヒトのOGG1を油谷浩幸との共同研究で同定）
3) KBrO3の投与によって、ラットに腎がんが発生するが、8-OH-Gの生成も腎臓で多く、8-OH-Gは発がんのターゲット組織同定のマーカーとなる。
4) DNA中に8-OH-Gが存在すると、in vitroのDNA合成において、塩基の読み違いが起こる。
5) 8-OH-Gの除去修復に特異的な塩基除去修復酵素が大腸菌に存在する。（後に既知のFRGタンパク質と判明）。
6) 8-0H-Gの主要互変異性体は8-オキソ型であることを、X線結晶構造解析とAB initio計算によって明らかにした。
7) OGG1のノックアウトマウスを作成し、このマウスでは細胞内のDNA中の8-OH-G量が増大し、又主にG→Aの突然変異が増大した。この成果は西村研（野田哲生、油谷浩幸との共同研究）とTomas Lindahlが独立に発見した。
以上述べた様な西村研での成果が世界的に注目を集める様になり、以後多数の研究者が8-OH-Gの研究に参入する様になった。いわば新しい研究分野を開いたと言える。その結果、酸化ストレスにより生成する活性酸素による8-OH-Gの生成の生物学的意義がさらに明らかになった。活性酸素は放射線や種々の環境化学発がん物質のみならず、生体内で代謝的に常時生成される。従って活性酸素が、DNAの修復を通して、遺伝子発現様式の変換を誘発し、それが細胞のがん化につながることを明らかにしたことは、現在の酸化ストレス研究の金字塔であり、その後展開された多くの発がん研究の基礎を形成したと言える。
がん遺伝子産物（RAS）のX線結晶構造解析

## 受賞歴
- 1980年 内藤記念科学振興賞
- 1988年 恩賜賞、日本学士院賞 「核酸塩基修飾に関する有機化学・生化学的研究」、高松宮妃癌研究基金学術賞
- 1990年 藤原賞
- 1996年 アメリカ芸術科学アカデミー外国人名誉会員
- 2015年 文化功労者[5]
- 2017年 瑞宝重光章[6]

## 著作
- 『成人病攻略法：ビジネスマンのかかりやすい 』講談社<オレンジバックス>、1982年、ISBN 4-06-129486-5
- 『発がん』化学同人<Bioscience series：生命現象への化学的アプローチ>、1985年、ISBN 4-7598-0354-8
- 『発がんの蛋白工学』講談社<蛋白工学シリーズ>、1991年、ISBN 4-06-154104-8
- 『遺伝暗号解読40周年』西村暹、三浦謹一郎編 共立出版 <蛋白質核酸酵素> 51(7) 2006年